# Kunstforum der TU Darmstadt
Das Kunstforum der TU Darmstadt ist ein Ausstellungshaus an der Technischen Universität Darmstadt. Es bespielt sowohl den eigenen Ausstellungsraum im Alten Hauptgebäude der Universität als auch öffentliche Flächen in der Stadt wie den Karolinenplatz, den Georg-Büchner-Platz oder den Friedensplatz.

## Geschichte
Das Kunstforum der TU Darmstadt wurde am 18. Juni 2016 mit der Ausstellung "Carola Keitel OUT OF ORDER" durch Julia Reichelt (Leiterin des Kunstforums der TU Darmstadt) sowie Manfred Efinger (Kanzler der TU Darmstadt) eröffnet. Bereits zuvor war das Kunstforum an den zweitägigen Darmstädter Tagen der Fotografie 2016 beteiligt. Neben der Ausstellungsfläche im Alten Hauptgebäude der Technischen Universität Darmstadt werden auch andere öffentliche Orte bespielt, darunter etwa der Schlossgarten, das Darmstadtium oder die Universitäts- und Landesbibliothek Darmstadt. Exemplarisch hierfür stehen etwa das Kunstwerk "Treppe ins Nichts" der Künstlerin Carola Keitel, ein U-Bahnschild zum Gleis 9 3/4, die Ausstellung TRAUTES HEIM, die nationale und internationale Künstlerinnen und Künstler (u. a. Anna und Bernhard Blume, Andy Kassier, AdeY, Alexey Shlyk, Iiu Susiraja, Pixy Liao, Ren Hang, Erwin Wurm) im Rahmen der 11. Darmstädter Tage der Fotografie im öffentlichen Raum wie dem Friedensplatz, dem Schlossgarten oder dem Herrngarten sowie im Konsum Mathildenhöhe ausgestellt hat oder die Ausstellung "HILDE ROTH. Eine Zeitreise durch Darmstadt 1950 – 1990", welche erstmals das fotografische Erbe der gleichnamigen Fotojournalistin des Darmstädter Tagblatts und Darmstädter Echos gezeigt hat.
Das Kunstforum versteht sich ferner als Ort kulturellen Geschehens: Es will einen wesentlichen "Beitrag zur ästhetischen Bildung [leisten] und […] zur Entstehung neuer Schnittstellen zwischen Kunst, Kultur und Wissenschaft [beitragen]". Der Fokus liegt hierbei auf "Begegnungen mit zeitgenössischer Kunst und [der] Auseinandersetzung mit gesellschaftlich relevanten Themen". Entsprechend wird auch mit anderen Kunstinstitutionen in Darmstadt, dem Rhein-Main-Gebiet und international zusammengearbeitet wie etwa mit dem Weltkulturen Museum, dem Museum Angewandte Kunst Frankfurt, dem Museum für Moderne Kunst oder den Regionalfonds für zeitgenössische Kunst FRAC Provence-Alpes-Côte d’Azur in Marseille und FRAC Auvergne in Clermont-Ferrand. Ergänzend zum Ausstellungsprogramm bietet das Kunstforum ein umfangreiches Vermittlungsprogramm, welches unter anderem aus Führungen, Künstlergesprächen, dem Freien Malen mithilfe eines mobilen Wanderateliers, dem Podcast "Schönheit und Verstand" sowie einer eigenen App besteht.

## Ausstellungen
(Quelle:)

### 2016
- 9. Darmstädter Tage der Fotografie (mit Werken von Christine Braun, Philip Frowein, Johannes Kersting, Thiemo Kloss und Ken’ichi Matsubara)
- Carola Keitel OUT OF ORDER
- behaust / unbehaust. Von Häusern und Städten (zusammen mit Atelierhaus Darmstadt)
- HEINRICH METZENDROF. Darmstädter Baukultur jenseits der Mathildenhöhe

### 2017
- VOLKSVERRÄTER. Fotoausstellung Unwort des Jahres 2017
- ANGSTFREI. Bewerberinnen und Bewerber um Preise der Darmstädter Sezession für junge Künstler 2017
- LOST IN TRANSITION. Vom Flüchtigen, Ephemeren (zusammen mit Atelierhaus Darmstadt; mit Werken von Nicole Ahland, Nadine Bracht, Paula Doepfner, Natascha Kassner, Young-Bae Kim, Gerhard Lang, William Lamson, Álvaro Martínez Alonso, Nazli Moripek, Ulrike von der Osten und Andrea Rademacher)

### 2018
- DER BLICK VON AUSSEN: Anna Lehmann-Brauns, 11. Darmstädter Stadtfotografin 2017
- 10. Darmstädter Tage der Fotografie (mit Werken von Michael Danner, Gabriele Engelhardt, Sibylle Feucht, Katharina Gruzei und Ulrike Hannemann)
- EXTREME. SELF – RAY Fotografieprojekte Frankfurt/Rhein-Main (eine der fünf Hauptausstellungen zusammen mit Darmstädter Tage der Fotografie; weitere Ausstellungsorte EXTREME.BODIES im Museum Angewandte Kunst Frankfurt, EXTREME. NOMADS im Museum für Moderne Kunst, EXTREME. ENVIRONMENTS im Fotografie Forum Frankfurt und EXTREME. TERRITORIES in der Deutschen Börse Photography Foundation; mit Werken von Aneta Grzeszykowska, Laís Pontes und Isabelle Wenzel)
- RADAR. Aktuelle Projekte aus Kunsthochschulen (mit Werken von Guy Gormley, Lisa Gutscher, Danae Hoffmann, Jonas Müller Ahlheim, Isabell Ratzinger und Dominic Scharfenberg)
- SAUVAGE. Emmanuelle Rapin & Angelika Krinzinger (zusammen mit MUSEUM Jagdschloss Kranichstein)

### 2019
- Susannah Martin. JUST NATURE
- PAUL MEISSNER. Ein Architekt zwischen Tradition und Aufbruch

### 2020
- LEBENDIGE SCHWERKRAFT (mit Werken von Manfred Emmenegger-Kanzler, CW Loth und Christiane Messerschmidt)
- RADAR II. Aktuelle Projekte aus Kunsthochschulen (mit Werken von Immanuel Birkert, Štěpán Brož, Max Brück, Zoé Mahlau, Kevin Michalski, Sóley Ragnarsdóttir, Saya Schulzen und Carla Vollmers)
- KLIMAHYSTERIE. Fotoausstellung Unwort des Jahres 2019
- TRAUTES HEIM (im Rahmen der 11. Darmstädter Tage der Fotografie; mit Werken von AdeY, Katrin Binner, Anna und Bernhard Blume, Ren Hang, Andy Kassier, Pixy Liao, Alexey Shlyk, Iiu Susiraja und Erwin Wurm)

### 2021
- HILDE ROTH. Eine Zeitreise durch Darmstadt 1950 – 1990 (im Rahmen von RAY Fotografieprojekte Frankfurt/Rhein-Main 2021)

### 2022
- Matthias Berthold ATMEN (an 44 Orten in der Stadt)
- Cristof Yvoré STILL LIFE

### 2023
- Warte, wenn der Mond aufgeht … (im Rahmen der 12. Darmstädter Tage der Fotografie; mit Werken von Sharbendu De, Mia Dudek, Sandra Kantanen, Eeva Karhu, Leonard Suryajaya und Jesus Torío)

### 2024
- Shan mei Yao ON TOP OF THE EVERDAY
- MILLI BAU. 5000 km bis Paris (im Rahmen der RAY Triennale der Fotografie 2024 und in Zusammenarbeit mit dem Weltkulturen Museum Frankfurt sowie dem Stadtarchiv Darmstadt)

### 2025
- Paula Doepfner "I heard the sound of a thunder, it roared out a warnin´" (im Rahmen des Kooperationsprojektes INTERIOR gemeinsam mit den Opelvillen Rüsselsheim, dem Kunsthaus Wiesbaden, dem Museum Sinclair-Haus, dem Museum Giersch der Goethe-Universität und dem Nassauischen Kunstverein Wiesbaden)

### 2026
- Annegret Soltau VATERSUCHE (in Zusammenarbeit mit dem Institut Mathildenhöhe Darmstadt, dem Museum Goch und der Galerie Anita Beckers)
- Corina Gertz THREADS OF LIFE (im Rahmen der World Design Capital 2026 Frankfurt Rhein/Main und der 13. Darmstädter Tage der Fotografie)

### 2027
- HÖHER, WEITER, SCHNELLER. Sport in der zeitgenössischen Kunst